# Riu Beni

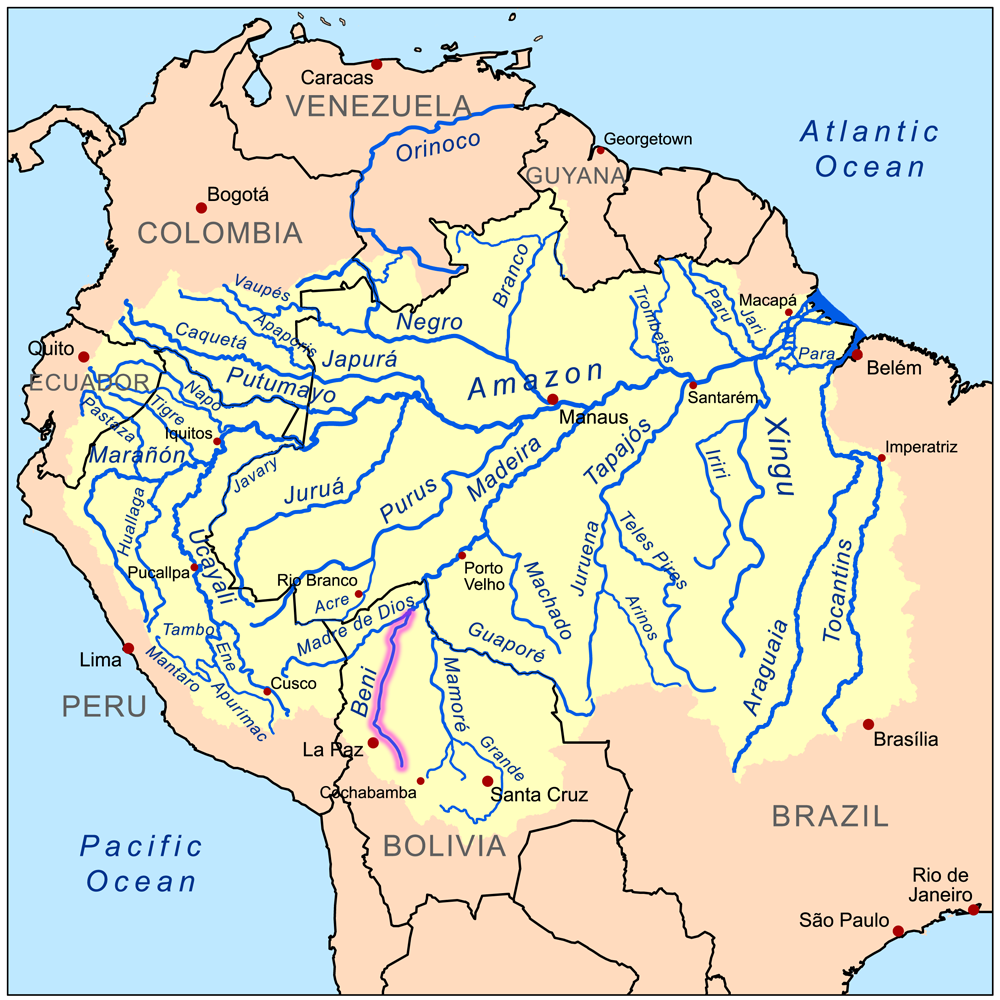
Mapa de la conca del riu Amazones amb el riu Beni ressaltat

El riu Beni és un riu afluent del riu Amazones que està al nord de Bolívia. Té una longitud de 1.178 km, la seva conca de drenatge és de 133.010 km², i el seu cabal mitjà d'11.850km3.
Neix a 640 m d'altitud al nord de La Paz i flueix cap al nord-est. Un dels seus afluents és el riu Tuichi, al parc Nacional Madidi el riu Tuichi s'ajunta amb el riu Beni prop del poble de Rurrenabaque. Al sud de Rurrenabaque, el riu Beni atravessa la selva plujosa. A uns 30 km abans d'ajuntar-se amb el riu Mamoré a la frontera amb Brasil, els ràpids de Cachuela Esperanza interrompen la navegabilitat del riu. En unir-se al riu Mamoré forma el riu Madeira.